# Centre des œuvres universitaires de Trondheim

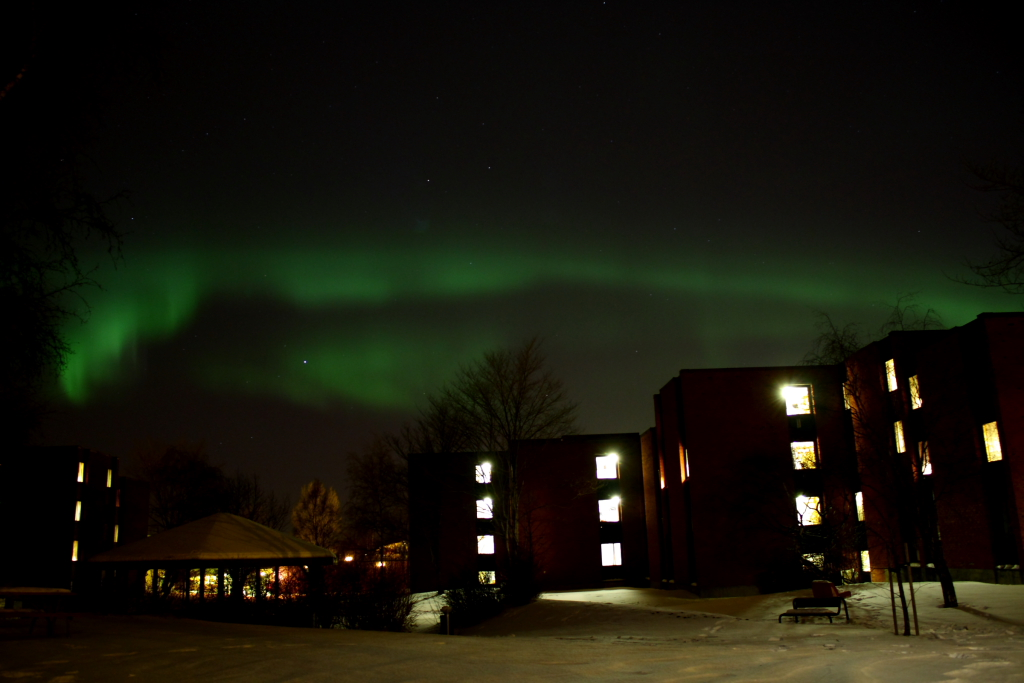
Exemple d'un village étudiant géré par SIT, situé à Moholt

Le centre des œuvres universitaires de Trondheim (norvégien : Studensamskipnaden i Trondheim) ou SiT est une organisation responsable de l'accueil des étudiants internationaux, du logement pour étudiants, de la restauration universitaire, de la gestion d'un service de garde collectif, de services de santé et d'activités culturelles. Elle a pour public les 36 000 étudiants de l’ Université norvégienne des sciences et de la technologie (NTNU) et des quelques établissements privés de la ville de Trondheim. Certains de ses services sont également accessibles à tous (comme la restauration par exemple), alors que d'autres sont réservés aux étudiants, c'est le cas du logement en résidence universitaire. Ces dernières forment de véritables petits villages étudiants. Les plus connus sont ceux de Moholt et Steinan, ils sont aussi les seuls à proposer des logements meublés.  